# Pueblos Unidos
Pueblos Unidos es un corregimiento del distrito de Aguadulce, en la provincia de Coclé, República de Panamá. Su creación fue establecida mediante la Ley 58 del 13 de septiembre de 2013 segregándose del corregimiento de El Roble, no obstante, la norma indicaba que el corregimiento entraría en existencia el 2 de mayo de 2019; pero por la Ley 22 del 9 de mayo de 2017, su fundación fue adelantada al 1 de julio de 2017. Su cabecera es Llano Sánchez.
También dentro del corregimiento de Pueblos Unidos podemos encontrar diversas comunidades, como lo pueden mencionarse:
·Llano Sánchez,Jaguito,  Llano Santo, Salitrosa, El Barrero, Vista Hermosa,  La Chapa.

## Llano Sánchez
Llano Sánchez encabeza un proyecto encaminado a lo que será la energía alternativa en donde la  empresa Llano Sánchez S.A. está desarrollando una planta solar fotovoltaica de la potencia total de 9.90 MWP.
El proyecto será desarrollado en dos etapas:
Primera etapa de 2 MW la cual empieza a mediados de enero del 2015 y será puesta en marcha y conectada a la red a finales de marzo de 2015.
- Segunda etapa de 7.9 MW será realizada a finales del 2015.

- La planta está siendo desarrollada en un área de 20 hectáreas. Para los primeros 2 MW se utilizarán las primeras 4 hectáreas y para la segunda etapa de 7.9 MW se utilizarán las 16 hectáreas restantes.

La planta se define como una planta a tierra de estructura fija y la tecnología elegida prevé módulos de la empresa HANWHA SOLAR e inversores de la empresa electrónica santero , ambas entre las líderes a nivel mundial de instalaciones fotovoltaica. 